# トリカブト (ユニット)
トリカブト（TORIKABUTO）は日本のヒップホップユニットである。1990年代後半結成。2006年5月活動休止。

## メンバー
- SMALLEST（スモーレスト）MC
- BAQUERATTAH（バケラッタ）MC
- SHINO（シノ）MC
- DJ DAISHIZEN（DJ 大自然）DJ

### 旧メンバー
- GON THE LESS MC

## ディスコグラフィー

### アナログ
- NO DOUBT 4MC
- ビートライド555（2003年2月27日）
- GRIP DA MIC TIGHT（2003年4月11日）

### アルバム
- 鳥兜（自主製作）
- EXTRI EXTRA（2001年7月27日）
- SOUND CHECK（2003年2月27日）
- JUMP UP FUNK（2005年12月22日）